# Miguel Borja
Miguel Ángel Borja Hernández (26 de gener de 1993) és un futbolista colombià que juga de davanter pel club brasiler Sociedade Esportiva Palmeiras i la selecció nacional de Colòmbia.

## Carrera en equips

### Colòmbia
Borja va començar la seva carrera amb el Deportivo Cali, fent el seu debut professional el 2011. Aquell mateix any, va ser transferit al Cucuta Deportivo, equip en què va tenir poques oportunitats de jugar. Al cap de poc tornaria a ser transferit, aquesta vegada a l'equip de la Categoría Primera B, Cortuluá. Borja es faria un nom a la segona divisió de Colòmbia, i se li deia que era un 'porter ràpid i complet', i va demostrar una força impressionat amb la pilota. Aquestes actuacions impressions amb el Cortuluá el van fer davanter alternatiu a la selecció sub-20 de Colòmbia el 2013. El 17 de gener de 2013 es va comunicar que l'Independiente Medellin havia estat interessat en fitxar Borja. Això no obstant, va acabar en res i Borja va acabar sent venut a l'equip de primera divisió, La Equidad. En els seus dos partits disputats, Borja va marcar quatre gols abans de ser transferit a l'equip de la Serie A Livorno.

### Livorno
Durant l'estiu de 2013, es va confirmar que Borja s'uniria a l'equip italià Livorno en cessió. La cessió costava 150.000 euros amb opció de compra per 1,5 milions d'euros.
En el seu debut per Le Triglie el 20 d'octubre, va sortir de la banqueta en una derrota 1-2 contra el Sampdoria.

### Retorn a Colòmbia
Borja va ser cedir a l'Independiente Santa Fe per la segona meitat de 2015. Aquella temporada, Borja va marcar deu gols en trenta-tres partits. Va guanyar la Copa Sudamericana de 2015 amb l'equip (va jugar set partits sense marcar).
Per la temporada 2016, va ser venut al Cortuluá, que havia quedat en dissetena posició la temporada anterior. Al torneig Apertura de la temporada, Borj va marcar un rècord de dinou gols en 21 partits, batent el rècord de més gols marcats per un jugador en un torneig de lliga (des del 2002, la lliga està dividida en dos tornejos, Apertura i Finalización, cada temporada). El rècord previ el tenia Jackson Martínez, amb divuit gols a la Finalización de 2009. El seu equip Cortuluá va arribar a les semifinals, que va perdre davant l'Independiente Medellín.
Va ser transferit una altra vegada el 8 de juny, aquest cop a l'Atlético Nacional. El 6 de juliol, durant el primer partit amb el seu nou equip, contra el São Paulo a les semifinals de la Copa Libertadores, marcant dos gols, una fita que repetiria una setmana després en la segona volta. El 27 de juliol, va marcar el gol definitiu a la final contra l'equip equatorià Independiente del Valle, que l'Atlético Nacional va acabar guanyant 2-1 a la pròrroga.

### Palmeiras
El 9 de febrer es va anunciar que Borja havia acceptat ser transferit a l'equip brasiler Palmeiras. Va signar un contracte de cinc anys per un cost estimat d'uns deu milions i mig de dòlars. Borja va esdevenir el quart fitxatge més car del futbol brasiler.

## Estadístiques d'equip
Actualitzat el 17 de maig de 2018
| Equip               | Temporada           | Lliga               | Lliga   | Lliga | Copa Nacional | Copa Nacional | Continental | Continental | Altres  | Altres | Total   | Total |
| Equip               | Temporada           | Divisió             | Partits | Gols  | Partits       | Gols          | Partits     | Gols        | Partits | Gols   | Partits | Gols  |
| ------------------- | ------------------- | ------------------- | ------- | ----- | ------------- | ------------- | ----------- | ----------- | ------- | ------ | ------- | ----- |
| Cortuluá            | 2012                | Categoría Primera A | 22      | 4     | 5             | 0             | 0           | 0           | 0       | 0      | 27      | 4     |
| Cortuluá            | 2013                | Categoría Primera A | 11      | 4     | 4             | 2             | 0           | 0           | 0       | 0      | 15      | 6     |
| Cortuluá            | Total               | Total               | 33      | 8     | 9             | 2             | 0           | 0           | 0       | 0      | 42      | 10    |
| La Equidad          | 2013                | Categoría Primera A | 2       | 4     | 0             | 0             | 0           | 0           | 0       | 0      | 2       | 4     |
| La Equidad          | Total               | Total               | 2       | 4     | 0             | 0             | 0           | 0           | 0       | 0      | 2       | 4     |
| Livorno (cessió)    | 2013–14             | Serie A             | 8       | 0     | 0             | 0             | 0           | 0           | 0       | 0      | 8       | 0     |
| Livorno (cessió)    | Total               | Total               | 8       | 0     | 0             | 0             | 0           | 0           | 0       | 0      | 8       | 0     |
| Olimpo (cessió)     | 2014                | Primera División    | 16      | 3     | 0             | 0             | 0           | 0           | 0       | 0      | 16      | 3     |
| Olimpo (cessió)     | Total               | Total               | 16      | 3     | 0             | 0             | 0           | 0           | 0       | 0      | 16      | 3     |
| Santa Fe            | 2015                | Categoría Primera A | 33      | 10    | 5             | 0             | 11          | 0           | 0       | 0      | 49      | 10    |
| Santa Fe            | Total               | Total               | 33      | 10    | 5             | 0             | 11          | 0           | 0       | 0      | 49      | 10    |
| Cortuluá            | 2016                | Categoría Primera A | 21      | 19    | 3             | 3             | 0           | 0           | 0       | 0      | 24      | 22    |
| Cortuluá            | Total               | Total               | 21      | 19    | 3             | 3             | 0           | 0           | 0       | 0      | 24      | 22    |
| Atlético Nacional   | 2016                | Categoría Primera A | 7       | 1     | 6             | 5             | 14          | 11          | 0       | 0      | 27      | 17    |
| Atlético Nacional   | Total               | Total               | 7       | 1     | 6             | 5             | 14          | 11          | 0       | 0      | 27      | 17    |
| Palmeiras           | 2017                | Serie A             | 23      | 6     | 4             | 0             | 7           | 0           | 8       | 4      | 43      | 10    |
| Palmeiras           | 2018                | Serie A             | 3       | 0     | 1             | 1             | 6           | 6           | 12      | 7      | 22      | 14    |
| Palmeiras           | Total               | Total               | 26      | 6     | 5             | 1             | 13          | 6           | 20      | 11     | 65      | 24    |
| Total de la carrera | Total de la carrera | Total de la carrera | 146     | 51    | 28            | 11            | 38          | 17          | 20      | 11     | 233     | 90    |

## Carrera internacional
El maig de 2018 va ser convocat a l'equip preliminar de 35 jugadors de Colòmbia a la Copa del Món de Futbol de 2018 a Rússia.

## Gols internacionals
El marcador i resultats finals mostren primer els gols de Colòmbia.
| Número | Data                   | Seu                                              | Contrincant | Marcador | Resultat final | Competició     |
| ------ | ---------------------- | ------------------------------------------------ | ----------- | -------- | -------------- | -------------- |
| 1.     | 14 de novembre de 2017 | Chongqing Olympic Sports Center, Txungking, Xina | Xina        | 3–0      | 4–0            | Partit amistós |
| 2.     | 14 de novembre de 2017 | Chongqing Olympic Sports Center, Txungking, Xina | Xina        | 4–0      | 4–0            | Partit amistós |

## Palmarès
Independiente Santa Fe
- Copa Sudamericana: 2015
- Superlliga de Colòmbia: 2015

Atlético Nacional
- Copa Libertadores: 2016
- Copa Colòmbia: 2016

Colombia sub-20
- Campionat juvenil d'Amèrica del Sud: 2013

Individual
- Màxim golejador del Campionat paulista: 2018[10]
- Equip de l'any del Campionat paulista: 2018[10]